# Chris Hunter
Christopher Edmond Hunter, detto Chris (Gary, 7 luglio 1984), è un ex cestista statunitense, professionista nella NBA e in Europa.

## Palmarès
- Campione NIT (2004)
- All-NBDL Second Team (2009)
- Campione NBDL (2014)